# Camporosso (Tarvisio)
Camporosso (spesso accompagnato dall'appellativo in Valcanale, Cjamparòs in friulano, Žabnice in sloveno, Saifnitz in tedesco) è una frazione del comune di Tarvisio (UD), paese della Val Canale, posto nell'esatto spartiacque alpino tra il Mar Adriatico con il fiume Fella e il Canal del Ferro ad ovest, e il Mar Nero con il fiume Slizza e la Val Canale ad est. È stato comune autonomo fino al 1928 .

## Geografia fisica
Dal punto di vista geografico, la località si trova sull'omonima sella che separa il bacino idrografico del fiume Fella, affluente del Tagliamento (a sud-ovest), da quello del fiume Slizza, affluente della Gail che a sua volta sfocia nella Drava (a nord-est).

## Origini del nome
Il nome italiano della località è dovuto a una singolare vicenda: nella lingua slovena, il toponimo Žabnice significa pressappoco "località delle rane". Il nome originale in italiano Camporane rifletteva questo significato, ma fu successivamente cambiato in Camporosso. Nel 1923 al nome originale fu aggiunto lo specificativo in Valcanale .

## Storia
Le origini del paese risalgono all'epoca romana.  Camporosso fu infatti una stazione doganale e di posta sul tratto della via Iulia Augusta che collegava Aquileia a Virunum, posizionata sul passaggio obbligato della sella (allora paludosa) poco dopo il confine tra l'Italia e la provincia romana del Norico. Pur non essendo citata da fonti storiche, con ogni probabilità era la Statio Bilachiniensis citata in un'epigrafe rinvenuta nel 1910 sul posto (AE 1974, 485 = ILLPRON 1561). Numerosi sono i rinvenimenti archeologici di epoca romana, in gran parte ospitati oggi nel locale Antiquarium, da cui si evince che Camporosso fu anche sede di un mitreo. 
Caduto l'impero romano e persa la funzione doganale, il sito a partire dal VII secolo fu abitato da popolazioni di origine slava. Il territorio fu teatro di battaglie nel corso dei secoli, durante le invasioni turche e nel periodo delle guerre napoleoniche. Nel 1360 fu edificato il Santuario Mariano di Lussari. Annesso all'Italia nel 1921, è stato comune autonomo fino al 1928 (codice catastale B560), quando venne soppresso e aggregato a Tarvisio assieme a Fusine in Valromana.

## Monumenti e luoghi d'interesse

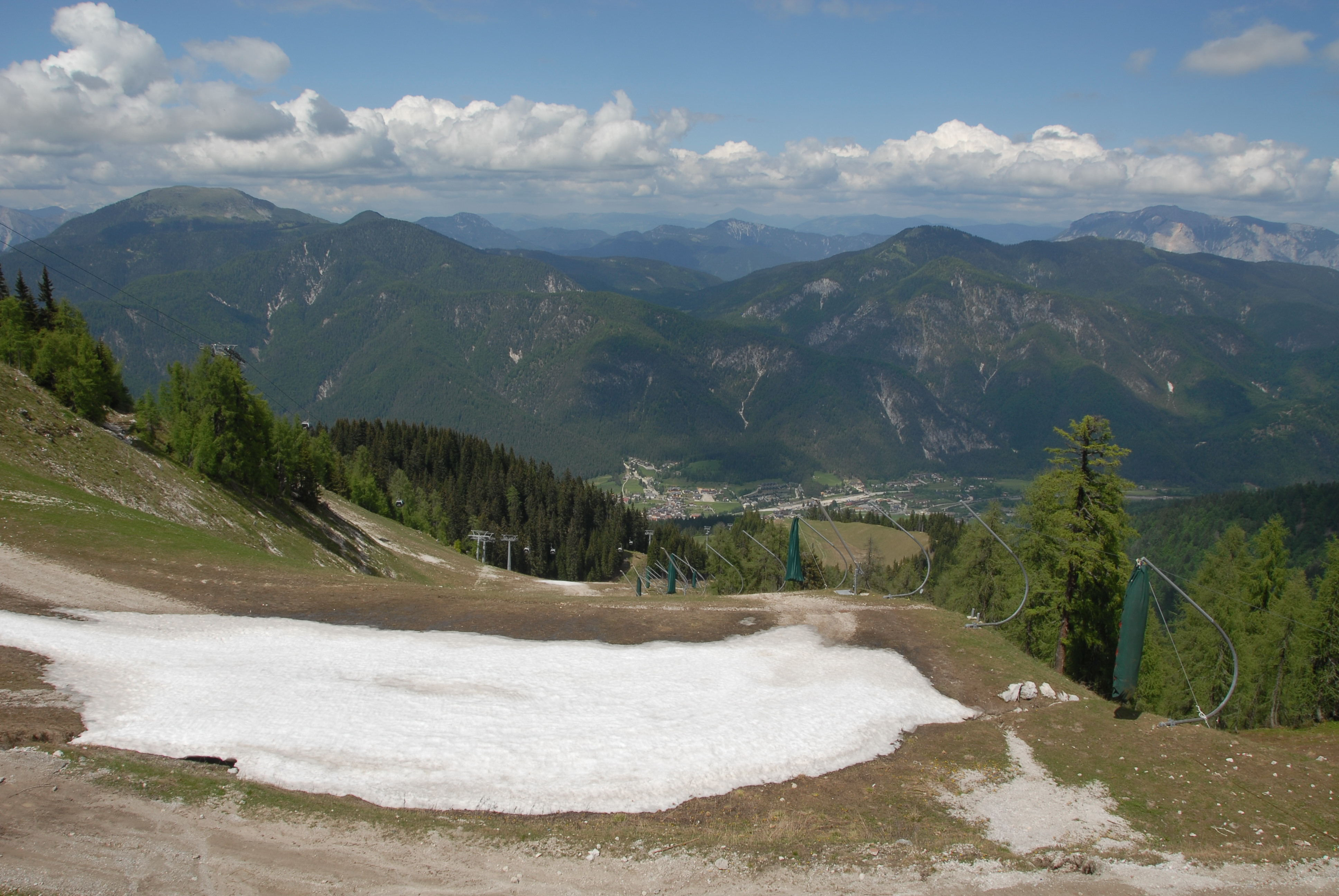
Camporosso in Valcanale

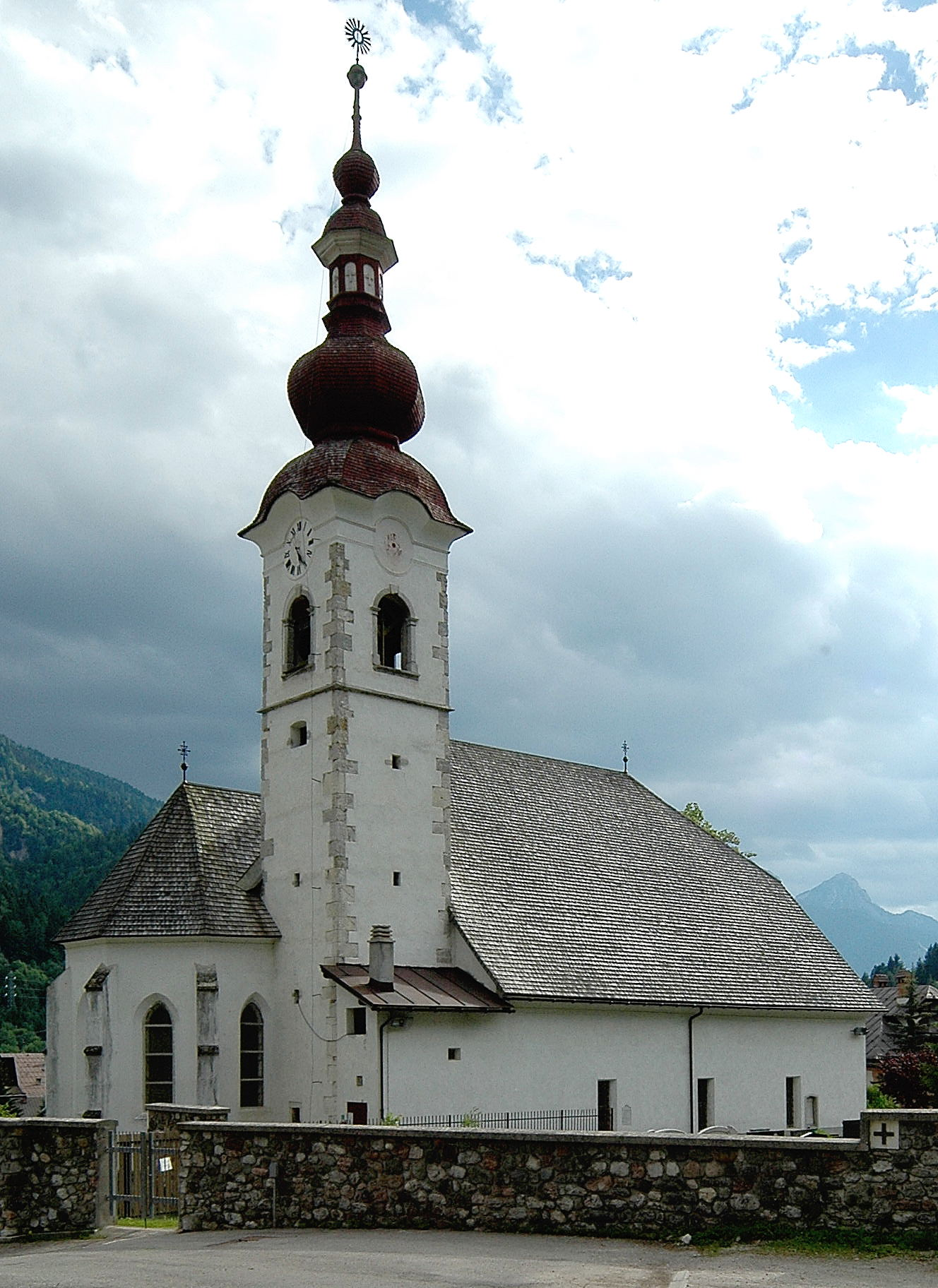
La chiesa

- Chiesa parrocchiale, risalente al 1444, ampliata in seguito con un'abside gotica sorretta da contrafforti e decorata, nel soffitto, da un affresco di scuola tedesca. L'organo distrutto con il terremoto del 1976, è stato restaurato. Una piccola chiesetta, risalente all'anno 1000, è dedicata a Santa Dorotea, di dimensioni molto ridotte si erge su uno sperone di roccia. All'interno della chiesa sono presenti diversi affreschi, di epoche diverse, di cui è in corso un iniziale restauro. La chiesa insieme al suo campanile ha subito diverse ristrutturazioni, la più recente è stata quella resasi necessaria in seguito al terremoto del 1976. Le campane della chiesa di Santa Dorotea e quelle di Sant'Egidio sono accomunate dalla stessa singolare storia: asportate dagli Austriaci il 31 luglio 1917, esse furono restituite come bottino di guerra, alla fine della prima guerra mondiale, e rifuse dalla fonderia De Poli di Udine. Vennero definitivamente ricollocate nel campanile nel 1928, così come inciso sulle campane stesse.

## Cultura

### Eventi
Nel paese di Camporosso sono ancora molte le antiche tradizioni che vengono portate avanti dagli abitanti, dall'Unione Sportiva Camporosso, dalla Proloco "IL TIGLIO", dal Corpo Pompieri Volontari e dalla comunità parrocchiale:
- la fiaccolata del Monte Santo di Lussari;
- la Pechtra baba[11];
- le befane;
- il funerale del Carnevale;
- la Maja[12];
- la sagra del paese;
- i Krampus[13];
- Christkindl (Gesú Bambino)
- Schip Schap;
- la giornata delle Palme con i tradizionali "preitl" o "praitl"

L'appuntamento più importante è la sagra, che coincide con la festa per il Patrono del paese, Sant'Egidio.

## Economia
Fino al 1918 il territorio faceva parte della Carinzia. Il paese giace sulle antiche vie di commercio che collegavano il territorio italiano al Nord Europa.
Oggi Camporosso vive principalmente di turismo. Le attività legate alla montagna e gli sport invernali hanno acquistato sempre più importanza.
La nuova pista "Di Prampero" del Monte Santo di Lussari ha ospitato la Coppa del Mondo Femminile.

## Infrastrutture e trasporti

### Ferrovie
Dal 1879 al 2000 Camporosso era attraversata dalla ferrovia Udine-Tarvisio dove era presente la stazione ferroviaria. Fu dismessa nel 2000 a seguito del raddoppio della linea, il tracciato è convertito a pista ciclabile mentre il fabbricato viaggiatori è adibito ad altri usi.

### Impianti a fune
Camporosso è una località turistica estiva e invernale, dotata di diversi impianti di risalita. Il più importante è la cabinovia che porta al Monte Santo di Lussari, utilizzata d'inverno in maggior parte da sciatori, e d'estate soprattutto da pellegrini ed escursionisti.